# Клан Фаркухарсон
Клан Фаркухарсон (гэльск. Clann Fhearchair) — один из кланов горной Шотландии (Хайленда). Клан входит в конфедерации шотландских кланов Хаттан.

## История клана Фаркухарсон

### Происхождение
Вожди клана Фаркухарсон ведут свою родословную от Фаркухара (гэльск. — Farquhar), четвертого сына Александра Киара Шоу Рохемурхуса (гэльск. — Alexander Ciar Shaw Rothiemurchus). Александр Шоу был 5-м вождем клана Шоу. Его потомки приняли имя Фаркухарсон. Еще один из сыновей Александра — Дональд женился на Изабель Стюарт, которая была наследницей замка Инверколд. Сын Дональда — Финла Мор (гэльск. — Finla Мог), стал основателем клана. МакФионлай Мор (гэльск. — MacFionlaigh Мог) имел кельтских предков по отцовской линии. Финла Мор был королевским знаменосцем в битве при Пинки в 1547 году, где он был убит. Однако он имел девять сыновей от двух браков, которые основали ветви клана. В 1595 году клан Фаркухарсон присоединился к конфедерации кланов Хаттан и признал общим вождем конфедерации вождя клана Макинтош, который также был вождем клана Хаттан.
К концу XVI века вожди клана Эрскин претендовали на графство Мар, но они должны были противостоять возрастающей силе клана Фаркухарсон. Замок Бремар был построен Джоном Эрскином, 18-м графом Маром (1558—1634), но этот замок был захвачен кланом Фаркухарсон. Клан Фаркухарсон стал известен как сильный и воинственный клан, получил репутацию жестокого клана, клан стал ярым приверженцем Стюартов.

### XVII век — Гражданская война на Британских островах
Во время гражданской войны Дональд Фаркухарсон с Моналтри (шотл. — Monaltrie) боролся за Джеймса Грэма, маркиза Монтроза, в 1644 году, а потом на стороне Карла II Стюарта в битве при Вустере в 1651 году. Джон Фаркухарсон с Инвери был известен как Черный полковник — он сжег замок Бремар. Джон поддержал Якова VII Стюарта и присоединился к Джона Грэму, 1-му виконту Данди, в 1689 году. После смерти виконта Данди в 1689 году клан Фаркухарсон поддержал его преемника, генерал-майора Томаса Бьюкена (1741—1724) из клана Бьюкен.
В конце XVII века граф Эйрли (шотл. — Airlie) начал спор с кланом Мактомас относительно земель Канлохкан (гэльск. — Canlochcan). Судебный иск графа Эйрли был успешным, но вождь клана Мактомас отказался признать приговор суда и продолжал пасти скот на спорных землях. В ответ граф Эйрли использовал свое законное право на аренду земли для клана Фаркухарсон, что и привело к вражде. 28 января 1673 года Фаркухарсон из Бродерга (шотл. — Broughdearg) был убит вместе с двумя сыновьями вождя клана Мактомас.

### XVIII век — Восстания якобитов
Во время первого восстания якобитов в 1715 году Джон Фаркухарсон с Инверколда воевал, будучи полковником полка конфедерации Хаттан, на стороне Джеймса Фрэнсиса Эдуарда Стюарта. Джон Фаркухарсон попал в плен в битве при Престоне (1715). Он был брошен в тюрьму Маршалси и приговорен к смертной казни. Пригоров должен был исполнен в Лондонском Тауэре, однако он и двое других офицеров Хайленда были помиловали перед казнью. Он был условно освобожден, но ему не позволяли вернуться в Шотландию более двадцати лет.
В 1745 году во время второго восстания якобитов клан Фаркухарсон выставил 500 солдат. Командовал ими Дункан Форбс (1685—1747). Они принимали участие в битве при Каллодене. 23 декабря 1745 года 300 человек из клана Фаркухарсон воевали на стороне якобитов в битве при Инверури (шотл. — Inverurie). Во время этого восстания двоюродная сестра Джона Фаркухарсона — леди Анна Фаркухарсон (1723—1784) вышла замуж за Ангуса Макинтоша, вождя клана Макинтош. Ангус Макинтош был кадровым офицером в полку британской армии «Чёрная стража», и он был взят в плен в битве при Престонпансе якобитами. Ангус Макинтош был отпущен домой и встретился с Анной Фаркухарсон. При встрече он заявил: «Ваш покорный слуга, капитан», на что она ответила «Ваш покорный слуга, полковник». С этого времени она стала известна как «полковник Анна». Анна Фаркухарсон позднее спасла Чарльза Эдуарда Стюарта от плена. Анна Фаркухарсон была заключена в тюрьму на шесть недель после битвы при Каллодене. Фрэнсис Фаркухарсон из Моналтри возглавлял клан в битве при Каллодене. Он остался в живых после сражения, был брошен в тюрьму и приговорен к смертной казни, но казнь заменили на ссылку.

### Современный клан Фаркухарсон
В настоящее время вождем клана Фаркухарсон является Алвин Артур Комптон Фаркухарсон из Инверколда (шотл. — Alwyne Arthur Compton Farquharson of Invercauld), 16-й барон Инверколд и Омналпри, признанный лордом Львом, главным герольдом Шотландии. Капитан Алвин Артур Комптон Фаркухарсон из Инверколда был на суде Льва в 1949 году, где подтвердил свои права как вождя клана. Он служил в чине капитана в королевской шотландской гвардии (англ. — Royal Scots Greys) во время Второй мировой войны. Капитан Фаркухарсон проживает на ферме Уэлли (англ. — Valley Farm), графство Норфолк, со своей второй женой, мадам Патрицией Фаркухарсон.

### Замки клана Фаркухарсон
- Замок Инверколд-хаус (шотл. — Invercauld House).
- Замок Инвери (шотл. — Inverey Castle).
- Замок Киндрокит (шотл. — Kindrochit Castle).
- Замок Бремар (шотл. — Braemar Castle).
- Замок Моналтри-хаус (шотл. — Monaltrie House).
- Замок Гилмилнскрофт (шотл. — Gilmilnscroft).
- Замок Моуни (шотл. — Mounie Castle).
- Замок Толкухон (шотл. — Tolquhon Castle).

### Септы
Barrie, Bowman, Brebner, Bremner, Bryant, Carracher, Clan Christie, Christison, Christy, Coates, Coats, Coutts, Cromar, Farquhar, Ferries, Findlay, Findlayson, Findlaison, Findley, Finlay, Findlay, Finlayson, Finley, Finleyson, Gracie, Grassie, Grassick, Greusach, Hardie, Hardy, Herald, Higgins, Higginson, Kellas, Kerracher, Leys, Lion(s), Lyon(s), MacArtney, MacGaig, MacCartney, MacCraig, MacCuaig, MacEaracher, MacErcher, MacErracher, MacFarquhar, MacFerchar, MacHardie, MacHardy, MacKerchar, MacKerracher, MacKindlay, MacKinlay, MacKinley, MacWade, McKinley, Paterson, Patterson, Pattison, Reaich, Reoch, Riach, Souders, Soutter, Tawse, Tay, Wade, Wood